# Budwity
Budwity (dawna nazwa niem. Bauditten) – osada w Polsce położona w województwie warmińsko-mazurskim, w powiecie ostródzkim, w gminie Małdyty.
W latach 1975–1998 miejscowość administracyjnie należała do województwa olsztyńskiego.
Na północ od wsi położone jest jezioro Budwity (Jezioro Budwickie).

## Historia
Wieś wzmiankowana w dokumentach z roku 1354, jako wieś ziemiańska na 15 włókach. Pierwotna nazwa Baudewithe najprawdopodobniej wywodzi się od imienia Prusa – Baudie (zobacz też: Bałdy). W roku 1782 we wsi odnotowano 19 domów (dymów), natomiast w 1858 w 14 gospodarstwach domowych było 213 mieszkańców. W latach 1937–1939 było 548 mieszkańców. W roku 1973 jako majątek i stacja PKP Budwity należały do powiatu morąskiego, gmina Małdyty, poczta Połowite.
Istniejący we wsi obiekt dworcowy o charakterystycznej sylwetce, nawiązującej do eleganckiej architektury parkowej, powstał jako cesarski dworzec powitalny dla polującego w tych okolicach Wilhelma II w 1893. Podobny obiekt znajdował się wcześniej w Prakwicach.

## Zabytki
Do wojewódzkiego rejestru zabytków wpisane są obiekty:
- zespół pałacowy, poł. XIX:
  - pałac,
  - park.